# Tourmalin
Tourmaline là một loại khoáng vật silicat vòng. Tourmaline là loại đá bán quý và trang sức có nhiều màu sắc khác nhau.
Địa chất
Tourmaline có mặt trong đá granit và granit pegmatit và trong các đá biến chất như schist và đá hoa. Các tourmaline giàu lithi và Schorl thường được tìm thấy trong granit và granit pegmatit. Các tourmaline giàu magie, dravit, có mặt hạn chế trong schist và đá hoa. Tourmaline là một khoáng vật bền và có thể được tìm thấy một ít trong sa thạch và cuội kết, và một phần trong ZTR index đối với các trầm tích phong hóa cao.

## Nhóm tourmaline
Các nhóm tourmaline phổ biến là:
- Nhóm Schorl:
  - Đen nâu đến đen—Schorl
- Nhóm Dravit: ở khu vực Drave của Carinthia
  - Vàng sẫm đến đen—dravit nâu
- Nhóm Elbait: đặt tên theo đảo Elba, Ý
  - Đỏ đến đỏ hồng (ở Rubellus)
  - Indicolit: Lam nhạt đến lam lục Brazil
  - Verdelit: màu ngọc lục bảo ở Brazil
  - Achroit: không màu (trong tiếng Hy Lạp "άχρωμος" nghĩa là "không màu")

### Thành phần hóa học của nhóm tourmaline
Các khoáng vật trong nhóm tourmaline là một trong những nhóm khoáng vật silicat phức tạp nhất. Thành phần của nó thay đổi trong khoảng rộng do sự thay thế đồng hình (dung dịch rắn), và công thức chung của nó có thể được viết như sau:
XY3Z6(T6O18)(BO3)3V3W,
với:
- X = Ca, Na, K, ៛ = vacancy
- Y = Li, Mg, Fe2+, Mn2+, Zn, Al, Cr3+, V3+, Fe3+, Ti4+, vacancy
- Z = Mg, Al, Fe3+, Cr3+, V3+
- T = Si, Al, B
- B = B, vacancy
- V = OH, O
- W = OH, F, O

| Chromium-dravite            | NaMg3Cr6Si6O18(BO3)3(OH)3OH            |
| Darrellhenryit              | NaLiAl2Al6Si6O18(BO3)3(OH)3O           |
| Dravit                      | NaMg3Al6Si6O18(BO3)3(OH)3OH            |
| Elbait                      | Na(Li1.5,Al1.5)Al6Si6O18(BO3)3(OH)3OH  |
| Feruvit                     | CaFe2+3(MgAl5)Si6O18(BO3)3(OH)3OH      |
| Fluor-buergerit             | NaFe3+3Al6Si6O18(BO3)3O3F              |
| Fluor-dravit                | NaMg3Al6Si6O18(BO3)3(OH)3F             |
| Fluor-elbait                | Na(Li1.5,Al1.5)Al6Si6O18(BO3)3(OH)3F   |
| Fluor-liddicoatit           | Ca(Li2Al)Al6Si6O18(BO3)3(OH)3F         |
| Fluor-schorl                | NaFe2+3Al6Si6O18(BO3)3(OH)3F           |
| Fluor-tsilaisit             | NaMn2+3Al6Si6O18(BO3)3(OH)3F           |
| Fluor-uvit                  | CaMg3(Al5Mg)Si6O18(BO3)3(OH)3F         |
| Foitit                      | ៛(Fe2+2Al)Al6Si6O18(BO3)3(OH)3OH       |
| Luinait-(OH)                | (Na,៛)(Fe2+,Mg)3Al6Si6O18(BO3)3(OH)3OH |
| Magnesio-foitit             | ៛(Mg2Al)Al6Si6O18(BO3)3(OH)3OH         |
| Olenit                      | NaAl3Al6Si6O18(BO3)3O3OH               |
| Oxy-chromium-dravit         | NaCr3(Mg2Cr4)Si6O18(BO3)3(OH)3O        |
| Oxy-dravit                  | Na(Al2Mg)(Al5Mg)Si6O18(BO3)3(OH)3O     |
| Oxy-schorl                  | Na(Fe2+2Al)Al6Si6O18(BO3)3(OH)3O       |
| Oxy-vanadium-dravit         | NaV3(V4Mg2)Si6O18(BO3)3(OH)3O          |
| Povondrait                  | NaFe3+3(Fe3+4Mg2)Si6O18(BO3)3(OH)3O    |
| Rossmanit                   | ៛(LiAl2)Al6Si6O18(BO3)3(OH)3OH         |
| Schorl                      | NaFe2+3Al6Si6O18(BO3)3(OH)3OH          |
| Tsilaisit                   | NaMn2+3Al6Si6O18(BO3)3(OH)3OH          |
| Uvit                        | CaMg3(Al5Mg)Si6O18(BO3)3(OH)3OH        |
| Vanadio-oxy-chromium-dravit | NaV3(Cr4Mg2)Si6O18(BO3)3(OH)3O         |
| Vanadio-oxy-dravit          | NaV3(Al4Mg2)Si6O18(BO3)3(OH)3O         |

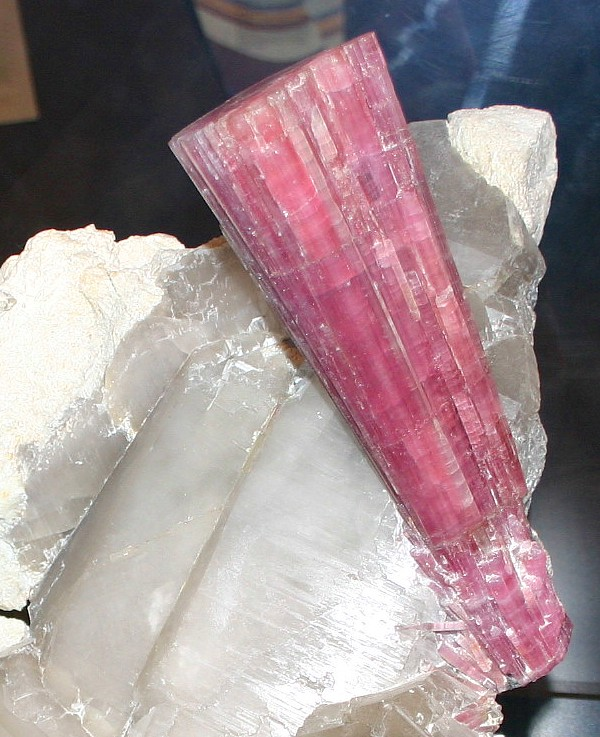
Tinh thể elbait lớn màu hồng trên thạch anh, Mỏ Cryo-Genie, San Diego Co., California, Hoa Kỳ.

Một danh mục tên gọi đã qua sửa đổi của nhóm tourmalin được xuất bản năm 2011.